# Hinako Hase
Hinako Hase es una deportista japonesa que compite en curling. Ganó una medalla de plata en el Campeonato Mundial de Curling Mixto de 2024.

## Palmarés internacional
| Campeonato Mundial Mixto | Campeonato Mundial Mixto | Campeonato Mundial Mixto | Campeonato Mundial Mixto |
| Año                      | Lugar                    | Medalla                  | Prueba                   |
| ------------------------ | ------------------------ | ------------------------ | ------------------------ |
| 2024                     | Aberdeen (Reino Unido)   | Medalla de plata         | Mixto                    |